# Femme
Femme (engelskt uttal: /fɛm/; franskt uttal: /fam/) är ett uttryck som traditionellt används för en lesbisk kvinna som använder kvinnliga symboler (exempelvis smink, kjol, långt hår, smycken med mera) för att uttrycka sin könsidentitet. Uttrycket kommer via engelskan från franskans ord för kvinna. Medan det vanligtvis är sett som en lesbisk term, används ordet även med andra betydelser av vissa icke-lesbiska individer, mest märkvärt vissa homosexuella män, bisexuella, icke-binära, samt transpersoner.
Jämför med butch, vilket motsvarar en (oftast lesbisk) kvinna som klär sig i traditionella manliga kläder.
Tungt associerat med lesbisk historia och kultur, femme har använts bland lesbiska kvinnor för att särskilja traditionellt feminina lesbiska kvinnor från deras mer butch (i.e. maskulina) lesbiska motsvarigheter och partners. Taget från Amerikanska lesbiska grupper efter andra världskriget när kvinnor kom in i arbetskraften, identiteten blev karaktäristisk med arbetarklassens kvinnobars-kulturen under 1940 till 1950-talen. Vid början av 1990-talet så hade termen femme även blivit adopterad av bisexuella kvinnor.

## Kulturen under 1940- till 60-talet
Forskarna Heidi M. Levitt och Sara K. Bridges har påstått att termerna butch och femme kommer från de Amerikanska lesbiska gemenskaper som uppstod under 1940- till 1950-talen efter andra världskriget "när kvinnor gick med arbetskraften och började ha på sig byxor, vilket möjliggjorde utvecklingen av en butch estetik och könsidentitet inom homosexuella kvinnors gemenskaper." De påstod att "butch-femme kulturen gjorde lesbiska kvinnor synliga för första gången någonsin."
The lesbiska forskaren Joan Nestle beskriver den femme lesbiska identiteten som underrepresenterad i historiska arkiv, med femme kvinnor ofta offer för kritik för att passera som heterosexuella samtidigt som de har blivit anklagade för att imitera heteronormativitet för att ha parat ihop sig med en butch partner. I Nestles essä om den femme identiteten "The Femme Question", tar hon och utmanar denna vanliga tro genom att påstå att butch-femme relationer är "fyllda med ett djupt lesbiskt språk om ställningstagande, klädsel, gest, kärlek, mod och självständighet." Arlene Istar Lef argumenterar för att genom deras subversiva anslag av heteronormativa könsroller, så är dessa identiteter "komplexa erotiska och sociala påståenden" som är förankrade i "könsbestämda erotiska identiteter". Nestle konstaterar att de offentligt deklarerade samkönad kärlek mellan kvinnor under en tid då det inte fanns någon befrielserörelse som kunde varken stödja eller försvara dem, och tillägger att "under 1950-talet i synnerhet, butch-femme par var frontlinjen mot sexuell trångsynthet. För att de var så synliga, så fick de utstå den största mängden av gatuvåld. Ironin av social förändring har gjort en radikal, sexuell, politisk ställningstagande av 1950-talet uppstå idag som en reaktionär, icke-feministisk upplevelse."

## Källhänvisningar
1. 1 2  Chukri, Rakel (2008-08-15): "Inga uttryck blir flata när hbt skriver sitt abc". Sydsvenskan.se. Läst 9 januari 2015.
2. 1 2  "Ord som taggar- om HBT". Arkiverad 24 september 2015 hämtat från the Wayback Machine. Rfsl.se. Läst 9 januari 2015.
3. ↑  Abbie E. Goldberg, red (2016). The SAGE encyclopedia of LGBTQ studies. SAGE reference. ISBN 978-1-4833-7130-6. Läst 28 november 2023
4. ↑  Cassie Donish (4 december 2017). ”Five Queer People on What 'Femme' Means to Them” (på engelska). Vice. https://www.vice.com/en/article/d3x8m7/five-queer-people-on-what-femme-means-to-them. Läst 28 november 2023.
5. ↑  Miller, Meredith (2006). Historical Dictionary of Lesbian Literature. The Scarecrow Press, Inc. sid. 65.
6. 1 2  Beth A. Firestein, red (2007). Becoming visible: counseling bisexuals across the lifespan. Columbia Univ. Press. ISBN 978-0-231-13724-9. Läst 28 november 2023
7. ↑  Theophano, Teresa (2004). "Butch-Femme" (PDF). glbtq.com. Läst Läst 28 november 2023.
8. ↑  Beth A. Firestein, red (2007). Becoming visible: counseling bisexuals across the lifespan. Columbia Univ. Press. ISBN 978-0-231-13724-9. Läst 29 november 2023
9. 1 2  Joan Nestle, red (1992). The persistent desire: a femme-butch reader. Alyson Publ. ISBN 978-1-55583-190-5. Läst 29 november 2023
10. ↑  Lev, Arlene Istar (2008). ”More than surface tension: femmes in families”. Journal of Lesbian Studies 12 (2-3):  sid. 127–144. doi:10.1080/10894160802161299. ISSN 1540-3548. PMID 19042728. https://pubmed.ncbi.nlm.nih.gov/19042728. Läst 29 november 2023.